# سانتياغو بالاسيوس
سانتياغو بالاسيوس (بالإسبانية: Santiago Palacios Macedo)‏ (21 أبريل 1994 بكويرنافاكا في المكسيك - ) هو لاعب كرة قدم مكسيكي في مركز الوسط. لعب مع رودا ياي سي وDe Treffers ‏ وMVV Maastricht ‏.

## وصلات خارجية
- سانتياغو بالاسيوس على موقع قاعدة بيانات كرة القدم.إي يو (الإنجليزية)
- سانتياغو بالاسيوس على موقع Soccerway.com (الإنجليزية)
- سانتياغو بالاسيوس على موقع AS.com (الإسبانية)